# Elizabeth Smylie
Elizabeth Smylie, född 11 april 1963 i Perth, Australien, australisk tidigare professionell tennisspelare med framgångar framförallt i dubbel och mixed dubbel.
Elizabeth Smylie var professionell spelare perioden 1980-1997, de sista tre åren spelade hon huvudsakligen dubbel. Hon vann på WTA-touren totalt två singel- och 28 dubbeltitlar. Hon vann dessutom tre singeltitlar i ITF-arrangerade turneringar. Smylie rankades som bäst på 20:e plats i singel (september 1987) och på femte plats i dubbel (mars 1988). 
Hon spelade in totalt 1 701 837 US dollar i prispengar.
Smylie deltog med måttlig framgång som singelspelare i flera Grand Slam-turneringar. Som bäst nådde hon 1987 kvartsfinal i Australiska öppna. Som singelspelare noterade hon segrar i olika WTA-turneringar över spelare som Rosie Casals, Hana Mandlikova, Steffi Graf och Dianne Balestrat.
År 1985 vann Elizabeth Smylie sin första GS-titel, i dubbel i Wimbledonmästerskapen tillsammans med amerikanskan Kathy Jordan. I finalen besegrade de paret Martina Navratilova/Pam Shriver (5-7, 6-3, 6-4). Smylie/Jordan vann också dubbeltiteln 1990 i the WTA Tour Championship (finalseger över Mercedes Paz/Arantxa Sánchez Vicario, 7-6, 6-4). 
Smylie vann två GS-titlar i mixed dubbel. År 1990 vann hon US Open tillsammans med Todd Woodbridge och året därpå Wimbledon tillsammans med John Fitzgerald. Smylie vann brons i dubbel i de olympiska sommarspelen i Seoul 1988 tillsammans med Wendy Turnbull. 

## Grand Slam-titlar
- Wimbledonmästerskapen
  - Dubbel - 1985
  - Mixed dubbel - 1991
- US Open
  - Mixed dubbel - 1990